# 芒埔
芒埔，是臺灣苗栗縣苗栗市的一個傳統地域名稱，位於該市東部。相較於今日行政區，其範圍大致包括清華里、玉清里、玉華里。

## 歷史
台灣清治末期至日治初期，芒埔地區為一街庄，稱為「芒埔庄」，隸屬於苗栗一堡。該庄東隔後龍溪與二崗坪庄、尖山庄相望，南邊為維祥庄，西邊為苗栗街、社藔崗庄，西北邊為田藔庄，北邊為嘉盛庄。
1901年（日治明治三十四年）11月，全台廢縣廳改設二十廳，該庄隸屬於苗栗廳。1909年（明治四十二年）10月，合併二十廳為十二廳，該庄改隸屬於新竹廳。1920年（大正九年），廢十二廳改設五州二廳，該庄改制並雅化為「芒埔」大字，隸屬於新竹州苗栗郡苗栗街。
戰後苗栗街改制為苗栗鎮，隸屬於新竹縣，大字亦改制為里。1950年桃、竹、苗分治，苗栗鎮改隸屬於苗栗縣。1981年12月，苗栗鎮因屬縣政府所在地升格為苗栗市。

## 交通
省道台13線是香山內湖至豐原的幹道，其中尖山至豐原路段俗稱「尖豐公路」，大致以橫向經過芒埔地區西北部凸出部分的北部邊界地帶，向東轉北可前往造橋、竹南後於香山內湖止於省道台1線路口，向西轉南繞過苗栗市區可前往銅鑼、三義、豐原等地。
省道台6線又稱「舊後汶公路」、「龍汶公路」，是後龍龍港至大湖溫泉口的幹道，大致以北北東—南南西走向經過本地區東部近後龍溪河岸處，向北轉西可前往後龍龍港，向南轉東北—西南走向繞過苗栗市區可前往公館、獅潭、大湖等地。省道台6線在本地區路段為苗栗市區北側及東側外環道的一部分。

## 學校
- 大倫國中（部分）
- 啟文國小

## 廟宇
- 苗栗玉清宮（鸞堂）